# Karolyn Kirby
Karolyn Kirby (* 30. Juni 1961 in Brookline, Massachusetts) ist eine ehemalige US-amerikanische Beachvolleyballspielerin.

## Karriere
Kirby gewann 1992/93 mit Nancy Reno die Open-Turniere in Almería und Rio de Janeiro und wurde auch FIVB Tour Champion. 1993 bildete sie ein neues Duo mit Liz Masakayan. Masakayan/Kirby gewannen neben diversen WPVA-Wettbewerben auch zwei FIVB-Turniere und wurden FIVB Tour Champions. Zusätzlich errangen sie die Goldmedaille bei den Goodwill Games 1994 in Sankt Petersburg. In den nächsten Jahren spielte Kirby mit wechselnden Partnerinnen. An der Seite von Reno gewann sie das Turnier in Carolina (Puerto Rico). Bei der ersten Weltmeisterschaft in Los Angeles belegten Kirby/Reno nach einer Halbfinal-Niederlage gegen ihre Landsleute Lisa Arce und Holly McPeak den dritten Rang. 1998 spielte Kirby wieder mit Masakayan und schaffte diverse Top-Ten-Platzierungen. Im folgenden Jahr konnte sie in verschiedenen Paarungen nicht mehr an die Erfolge anknüpfen. Die WM 1999 in Marseille endete für Kirby mit Patty Dodd auf Rang 25.
2004 wurde Karolyn Kirby in die „Volleyball Hall of Fame“ aufgenommen.